# The Walking Stick
The Walking Stick is een Brits misdaadfilm uit 1970, geregisseerd door Eric Till. De film is gebaseerd op de gelijknamige roman, geschreven door Winston Graham. Voor de film componeerde Stanley Myers het muziekstuk Cavatina voor piano. Acht jaar later herschreef hij het stuk voor gitaar bij de film The Deer Hunter.

## Verhaal
Op een feestje ontmoet een jonge vrouw (Deborah) een knappe vreemdeling (Leigh). Spoedig ontwikkelt vriendschap tot liefde en is ze voor het eerst in haar leven gelukkig. Dit geluk is echter maar kort als ze ontdekt dat Leigh liegt over zijn verleden.

## Rolverdeling
| Acteur          | Personage        |
| --------------- | ---------------- |
| David Hemmings  | Leigh Hartley    |
| Samantha Eggar  | Deborah Dainton  |
| Emlyn Williams  | Jack Foil        |
| Phyllis Calvert | Erica Dainton    |
| Ferdy Mayne     | Douglas Dainton  |
| Francesca Annis | Arabella Dainton |
| Bridget Turner  | Sarah Dainton    |
| Dudley Sutton   | Ted Sandymout    |
| John Woodvine   | Bertie Irons     |
| David Savile    | David Talbot     |